# Konrad Emil Bloch
Konrad Emil Bloch, nemško-ameriški biokemik, * 21. januar 1912, Neisse, Prusija (danes Poljska), † 15. oktober 2000, Burlington, Massachusetts, ZDA.
Bloch je leta 1964 s Feodorjem Lynenom prejel Nobelovo nagrado za fiziologijo ali medicino za odkritja na področju regulacije metabolizma holesterola in maščobnih kislin.

## Življenje
Rodil se je 21. januarja 1912 v Neisse, v tedanji Nemčiji (danes Poljska) kot drugi otrok matere Hedwig Bloch in očeta Daniela Fritza Blocha. Osnovno šolo in gimnazijo je obiskoval in končal v svojem rojstnem kraju. Leta 1930 je začel s študijem kemije na Tehniški univerzi v Münchnu in kmalu za tem ga je pritegnila organska kemija, zlasti struktura naravnih produktov. K temu so predvsem pripomogla poučevanja in predavanja velikih kemikov, katerih sej se je udeležil in na katerih so poročali o svojih raziskavah steroidov, porfirinov in encimov. Študij v Münchnu je končal leta 1934 in pridobil diplomo ter naziv kemijskega inženirja. Za tem se je preselil v Švico, v mesto Davos in kasneje tudi v ZDA, kar je bila njegova velika želja ter tam leta 1938 postal doktor biokemije. Leta 1941 se je poročil z Lore Teutsh, ki jo je spoznal v Münchnu, kasneje pa sta se jima rodila dva otroka, Peter Conrad Bloch in Susan Elizabeth Bloch. Umrl je 15. oktobra 2000 zaradi odpovedi srca v Burlingtonu v Združenih državah Amerike.

## Delo
Takoj za tem ko je leta 1934 zapustil Nemčijo, je začel svojo kariero v švicarskem mestu Davos, kjer je na raziskovalnem inštitutu raziskoval fosfolipide bacilov za tuberkulozo. To je bila njegova prva izpostavljenost biokemijskim raziskavam. Leta 1936 se je preselil v Združene države Amerike, kot si je dolgo želel. Po nasvetu Maxa Bergmanna je ob podpori fundacije Wallerstein prišel na oddelek Univerze Columbia, kjer je postal podiplomski študent. Raziskava, ki ga je pripeljala do doktorata, je bila zaključena leta 1938. Rudolf Schoenheimer je Blocha nato povabil, da se pridruži njegovi raziskovalni skupini, v kateri je sodeloval tudi David Rittenberg. Sodelovanje s slednjim je leta 1942 sprožilo delo na področju biološke sinteze holesterola, s katero se je ukvarjal naslednja leta. Leta 1946 se je Bloch preselil na Univerzo v Chicagu kot docent za biokemijo. Za tem je tam leta 1948 postal izredni profesor in leta 1950 profesor. V Chicagu so bili intelektualna klima in pogoji za razvoj mladih raziskovalcev idealni, zato se je njegovo delo na področju biosinteze holesterola nadaljevalo in s pomočjo sposobnih in navdušenih študentov dobro napredovalo. Svojo kariero je nadaljeval na Univerzi Harvard, kjer je bil leta 1954 imenoval za profesorja biokemije, leta 1968 pa je postal predsednik katedre. Poleg nenehnih raziskav biogeneze terpena in sterola se je zanimal za encimsko tvorbo nenasičenih maščobnih kislin in tudi biokemijsko evolucijo. 
Konrad Emil Bloch je bil član Ameriškega kemijskega društva, Nacionalne akademije znanosti ZDA, Ameriške akademije znanosti in umetnosti, Ameriškega društva bioloških kemikov, Harvey Society in Ameriškega filozofskega društva. Bil je častni član Akademije znanosti Lombardije in starejši sodelavec Avstralske akademije znanosti. Leta 1967 je postal predsednik Ameriškega društva bioloških kemikov, leto kasneje pa predsednik nacionalnega odbora za Mednarodno biokemijsko zvezo. Med leti 1966 in 1969 je opravljal vlogo predsednika na odseku za biokemijo Nacionalne akademije znanosti.

## Dosežki
Konrad Emil Bloch je s Teodorjem Lynenom leta 1964 prejel Nobelovo nagrado za fiziologijo ali medicino za njuno odkritje mehanizma holesterola ter maščobnih kislin.
Leta 1988 je od takratnega predsednika Združenih držav Amerike, Ronalda Reagana, prejel nacionalno medaljo znanosti za pomembno odkritje iz kemije.
Med drugim je z ostalimi raziskovalci dokazal, da se koencim A spremeni v mevalonsko kislino.

### Biološka sinteza holesterola
Raziskava, za katero je Bloch z Lynenom prejel Nobelovo nagrado, je biološka sinteza holesterola. Njuno delo je pokazalo, da telo iz acetata najprej proizvede skvalen ({\displaystyle {\ce {C30H50}}}), ki se skozi 36 ločenih korakov pretvori v holesterol ({\displaystyle {\ce {C27H46O}}}). Eden od teh korakov vključuje pretvorbo acetatnih molekul v skvalen, ogljikovodik, ki ga najdemo v jetrih morskih psov. Blochovi raziskovalni načrti so vključevali vbrizgavanje radioaktivne ocetne kisline v morske pse, odstranjevanje skvalena iz jeter in določitev, ali je skvalen vmesna vloga pri biosintezi holesterola. Kasneje je v podgane vbrizgaval radioaktivni acetat, ki ga je pridobil iz kruhove plesni in iz tega vira dobil skvalen. V sodelovanju z Robertom G. Langdonom je uspel dokazati, da je skvalen eden od korakov v biosintetski pretvorbi acetata v holesterol.

## Zasebno življenje
Konrad Emil Bloch je napisal tudi več knjig: Blondes in Venetian Paintings, The Nine-Banded Armadillo. Leta 1994 je izdal knjigo z naslovom Other Essays in Biochemistry. 
V svojem prostem času se je ukvarjal s smučanjem, tenisom in glasbo.